# The Kardashians
The Kardashians é um reality show americano que se concentra na vida pessoal da família Kardashian-Jenner. A série estrou no Hulu em 14 de abril de 2022. O novo programa vem logo após seu último programa chamado Keeping Up With The Kardashians, que foi concluído em junho de 2021 após 20 temporadas no E!.
A série se concentra principalmente nas irmãs Kim, Kourtney e Khloé Kardashian e suas meias-irmãs, Kendall e Kylie Jenner, e sua mãe, Kris Jenner. Também contará com os atuais e ex parceiros das irmãs Kardashian, incluindo Travis Barker, Kanye West e Scott Disick.

## Elenco
- Kris Jenner
- Kim Kardashian
- Kourtney Kardashian
- Khloé Kardashian
- Kendall Jenner
- Kylie Jenner

## Episódios
| Temporada | Temporada | Episódios | Episódios | Originalmente exibido  | Originalmente exibido |
| Temporada | Temporada | Episódios | Episódios | Estreia da temporada   | Final da temporada    |
| --------- | --------- | --------- | --------- | ---------------------- | --------------------- |
|           | 1         | 10        | 10        | 14 de abril de 2022    | 16 de junho de 2022   |
|           | 2         | TBA       | TBA       | 22 de setembro de 2022 | TBA                   |

### 1.ª temporada (2022)
| N.º na série | N.º na temp. | Título                                                                       | Exibição original   |
| --- | ------------ | ---------------------------------------------------------------------------- | ------------------- |
| 1 | 1            | "Burn Them All to the F*cking Ground" "Reduzam eles a cinzas"                | 14 de abril de 2022 |
| As câmeras estão de volta para acompanhar a família mais querida de todas. Elas estão navegando no seu novo normal; maternidade, relacionamentos e metas profissionais. Enquanto a família celebra novos negócios, um vídeo do passado ressurge.                    |              |                                                                              |                     |
| 2 | 2            | "Did Somebody Tape That?" "Alguém gravou isso?"                              | 21 de abril de 2022 |
| Enquanto Kim ensaia para sua estreia no Saturday Night Live, seu passado continua a assombrá-la. Khloé lida com sua ansiedade contínua e o peso de estar sob os olhos do público. Enquanto isso, as coisas com Kourtney e Travis Barker estão ficando mais sérias.  |              |                                                                              |                     |
| 3 | 3            | "Live From New York" "Ao vivo de Nova York"                                  | 28 de abril de 2022 |
| Em Nova York, enquanto Kim se prepara para sua estreia no SNL, um gesto inesperado oferece a ela um desfecho muito necessário. De volta a Los Angeles, Kris e Khloé descobrem alguns detalhes que podem colocar em risco o pedido surpresa de Travis para Kourtney. |              |                                                                              |                     |
| 4 | 4            | "We're Celebrating Sex" "Estamos celebrando o sexo"                          | 5 de maio de 2022   |
| Travis Barker e toda a família Kardashian surpreendem Kourtney com um pedido de casamento em Santa Bárbara. Com o amor no ar, Khloé e Kim discutem as próximas fases de seus relacionamentos.                                                                       |              |                                                                              |                     |
| 5 | 5            | "Who is Kim K?" "Quem é Kim K?"                                              | 12 de maio de 2022  |
| Enquanto toda a família comemora diferentes conquistas, uma pessoa se sente excluída. Scott deve aceitar seu novo papel na dinâmica da família. Kim se prepara ansiosamente para sua última tentativa no exame da Ordem dos Advogados.                              |              |                                                                              |                     |
| 6 | 6            | "This is a Life or Death Situation" "Situação de vida ou morte"              | 19 de maio de 2022  |
| Kim aguarda os resultados do exame da Ordem enquanto luta para salvar a vida de um homem no corredor da morte. Kourtney e Travis continuam misturando suas famílias enquanto Kendall está em uma posição desconfortável com Scott.                                  |              |                                                                              |                     |
| 7 | 7            | "Where I've Been and Where I Wanna Go" "Onde eu estive e para onde quero ir" | 26 de maio de 2022  |
| A recém-descoberta independência de Kim a leva a alturas incríveis no mundo da moda. Kris enfrenta um desafio como mãe e empresária, enquanto Kourtney e Travis exploram novos caminhos em sua jornada de fertilidade.                                              |              |                                                                              |                     |
| 8 | 8            | "Never Go Against the Family" "Nunca fique contra a família"                 | 2 de junho de 2022  |
| Khloé treina Kris para a gravação de sua MasterClass enquanto Kim finalmente se abre sobre sua vida amorosa. Kourtney eleva seus negócios para o próximo nível com uma colaboração com Goop.                                                                        |              |                                                                              |                     |
| 9 | 9            | "Bucket List Goals" "Metas da lista de desejos"                              | 9 de junho de 2022  |
| Kim aterrissa no paraíso para fotografar uma capa muito aguardada, enquanto Khloé e Kourtney se concentram em suas marcas. Notícias chocantes sobre Tristan são reveladas.                                                                                          |              |                                                                              |                     |
| 10 | 10           | "Enough is enough" "Já é o bastante"                                         | 16 de junho de 2022 |
| À medida que a temporada termina, Kris embarca em mais um novo empreendimento comercial. Khloé enfrenta notícias angustiantes que colocam seus planos para um futuro brilhante em turbulência.                                                                      |              |                                                                              |                     |

### 2.ª temporada (2022)
| N.º na série | N.º na temp. | Título                                                                                      | Exibição original      |
| --- | ------------ | ------------------------------------------------------------------------------------------- | ---------------------- |
| 11 | 1            | "I Have Something to Tell You..." "Tenho Algo para Te Dizer..."                             | 22 de setembro de 2022 |
| Enquanto as Kardashians retornam para a segunda temporada, Khloé revela notícias chocantes que mudarão a família para sempre. |              |                                                                                             |                        |
| 12 | 2            | "Prada You!" "Prada você!"                                                                  | 29 de setembro de 2022 |
| Kylie dá as boas-vindas ao bebê número dois enquanto Kourtney planeja seu casamento dos sonhos. Khloé vê como seu trauma passado afetou seu cérebro. Kim e Kendall vão a Milão para participar e desfilar no desfile da Prada.                                        |              |                                                                                             |                        |
| 13 | 3            | "Life Can Change On A Dime" "A vida pode mudar do nada"                                     | 6 de outubro de 2022   |
| Em Palm Springs, Kris experimenta um tratamento com ervas para aliviar a dor no quadril, enquanto Khloé espera que as propriedades curativas do deserto ajudem a curar suas feridas. Kim e Kendall tomam conta de Milão para o desfile da Prada.                      |              |                                                                                             |                        |
| 14 | 4            | "We're Built For This" "Somos feitas para isso"                                             | 13 de outubro de 2022  |
| Enquanto Kris aguarda a cirurgia, ela pede a Martha Stewart para animar Khloé. Kim enfrenta reação de uma entrevista da Variety e Kendall se interessa por imóveis.                                                                                                   |              |                                                                                             |                        |
| 15 | 5            | "One Night In Miami" "Uma noite em Miami"                                                   | 20 de outubro de 2022  |
| Kris passa por uma cirurgia no quadril e começa seu caminho para a recuperação enquanto Khloé e Kim embarcam em uma viagem de meninas muito necessária para Miami. Kendall convida Kylie para um evento em Las Vegas e enfrenta seus medos de ser vista pelo público. |              |                                                                                             |                        |
| 16 | 6            | "You Have No Idea How Iconic This Is" "Você não tem ideia de como isso é icônico!"          | 27 de outubro de 2022  |
| Khloé revive o drama passado em um grande evento onde sua ansiedade ressurge no tapete vermelho. Kim conhece alguns de seus ídolos e se inspira a encontrar o equilíbrio perfeito entre trabalho, família e vida pessoal.                                             |              |                                                                                             |                        |
| 17 | 7            | "What's More American Than Marilyn Monroe?" "O que é mais americano do que Marilyn Monroe?" | 3 de novembro de 2022  |
| Para o próximo Met Gala, Kim planeja usar o vestido de Marilyn Monroe, mas obstáculos estão em seu caminho. Kourtney planeja seu casamento italiano enquanto sua família se prepara para um julgamento.                                                               |              |                                                                                             |                        |
| 18 | 8            | "I Never Thought I'd See The Day" "Nunca imaginei que veria isso"                           | 10 de novembro de 2022 |
| Em Milão, Kourtney vê seu vestido de noiva pela primeira vez enquanto Kim faz uma última tentativa de usar o vestido de Marilyn Monroe. A família se prepara para o Met Ball quando o julgamento chega ao fim.                                                        |              |                                                                                             |                        |

## Produção
Em 8 de setembro de 2020, a família Kardashian-Jenner anunciou que seu reality show de longa duração, Keeping Up with the Kardashians, terminaria em 2021. A série estava no ar desde 2007 e durou 20 temporadas no canal E! da NBCUniversal. A série foi concluída em 20 de junho de 2021.
Em dezembro de 2020, durante o evento de apresentação dos investidores da Disney, foi anunciado que as irmãs Kardashian-Jenner, Kim, Kourtney e Khloé Kardashian, Kendall e Kylie Jenner, e sua mãe, Kris Jenner, assinaram um acordo exclusivo de vários anos para criar conteúdo para o Hulu. Em outubro de 2021, foi anunciado que uma série sem título Kardashian-Jenner do Hulu seria produzida pela produtora britânica Fulwell 73. Em 1º de janeiro de 2022, o título da série foi anunciado pelo Hulu.
A série será produzida por Ben Winston, Danielle King, Emma Conway e Elizabeth Jones para a Fulwell 73. King também será o showrunner da série.

## Lançamento
The Kardashians estreou em 14 de abril de 2022, no Hulu nos Estados Unidos, e é lançado semanalmente às quintas-feiras. Ele estreou simultaneamente internacionalmente no Disney+ sob o hub de streaming dedicado Star, como uma série original, Disney+ Hotstar em territórios asiáticos, e no Star+ na América Latina também como uma série original.